# 前278年
| 千纪： | 前1千纪 |
| 世纪： | 前4世纪 \| 前3世纪 \| 前2世纪 |
| 年代： | 前300年代 \| 前290年代 \| 前280年代 \| 前270年代 \| 前260年代 \| 前250年代 \| 前240年代                                                   |
| 年份： | 前283年 \| 前282年 \| 前281年 \| 前280年 \| 前279年 \| 前278年 \| 前277年 \| 前276年 \| 前275年 \| 前274年 \| 前273年                     |
| 纪年： | 周赧王三十七年 魯頃公二年 齊襄王六年 趙惠文王二十一年 魏昭王十八年 韓釐王十八年 秦昭襄王二十九年 楚頃襄王二十一年 衛懷君十五年 燕惠王元年 |

## 大事记
- 燕惠王即位 （质疑，应在田单并齐之前）
- 鄢郢之戰，秦白起攻陷楚國國都郢，燒毀其先王陵墓夷陵，楚頃襄王東奔於陳，奉命南征的莊蹻歸路斷絕，遂留在滇池自立為滇王，建立滇國。秦封白起為武安君。

- 荀子57岁，由楚国回到齐国。

## 逝世
- 5月5日——屈原，投汨罗江自杀(前340年出生)。